# 冰島人

冰島語人名的命名方式與臺灣原住民類似，接在名字之後的並不是代代相傳的姓氏，而是以「父親的名字」加上「～的女兒/～的兒子」來表示。

冰島人指的是日耳曼人中居住在北歐國家冰島的一系。主要分布於冰島，使用的語言是由古諾斯語演變而來的冰島語，信仰在西元1000年時從北歐多神教變為基督教。據說最早移民至冰島的人是殷格·亞納遜，隨後有其餘的人也跟著遷移至冰島。遺傳證據顯示約62％的冰島母系遺傳的基因庫來自愛爾蘭和蘇格蘭，遠高於其他斯堪地那維亞國家，而37％來自北歐。約20-25％的冰島父系基因庫是蓋爾族的，其餘是北歐的。在十三世紀時受到挪威的統治直到十四世紀挪威皇室衰微，接著被丹麥殖民直到1944年經過公投正式獨立。
冰島人也可以指擁有冰島國籍者、在冰島境內的民族或族群。

## 民族分布、人口與語言

### 民族分布
冰島人分布於冰島、加拿大、丹麥、挪威、西班牙、瑞典和美國等地區。

### 人口
冰島人總人口數大約383,500。
各國人數統計：
- 冰島 304,000
- 加拿大 9,100
- 丹麦 7,500
- 挪威 4,000
- 西班牙 1,000
- 瑞典4,900
- 美国53,000

### 語言與文字
冰島語屬於印歐語系中，日耳曼語族北日耳曼語支的西斯堪地那維亞語言，由古諾斯語（亦稱古冰島語）演變而來。在大约一千年前，古諾斯語原是以盧恩字母書寫，但後來羅馬字母隨著基督教傳入冰島，並且在冰島變的興盛。

## 地理環境

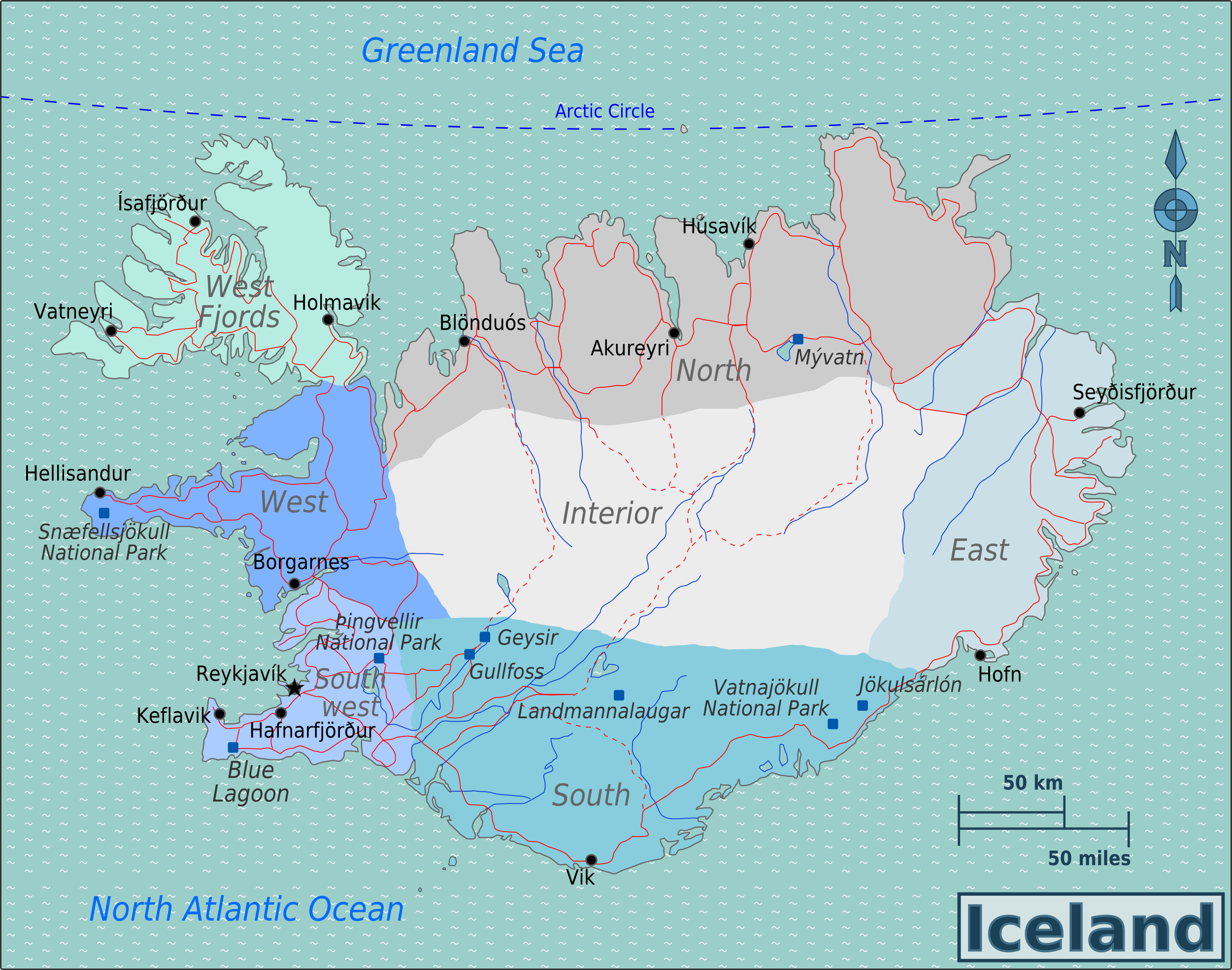
冰島氣候圖

冰島在北極圈的南方，位於北大西洋，界在格陵蘭和挪威之間，屬於溫帶海洋性氣候。面積約103,000平方公里，其中大約1,000平方公里為農地，20,000平方公里為牧地，12,000平方公里為冰河所覆蓋，67,000平方公里被岩漿、沙、荒地覆蓋。有持續的火山活動。因有北大西洋暖流流經，使得當地的氣候較同緯度的地區更潮濕溫暖。冬季日照時間短，一月平均溫為攝氏0.5度；夏季潮濕涼爽，七月月均溫為攝氏10.6度。

## 歷史沿革

### 發現冰島
根據《定居之書》，冰島是被法羅群島第一個定居者納多德發現，當初他要從挪威航行到法羅群島，但卻迷路漂流到冰島東岸。納多德把這個地方稱為Snæland (Snowland，雪原)。瑞典人加達·斯馬維爾森也意外的漂流到冰島的海岸邊，他發現這個地方是一個島嶼，將這座島嶼取名為Garðarshólmi（意為Garðar的小島）並在胡薩維克過冬。弗洛基·維爾格達森是第一個刻意航向冰島的斯堪地那維亞人，他發現冰島時看到有浮冰飄在峽灣裡所以將這個島嶼取名為Ísland (Iceland)，也就是冰島現在的名字。

### 移民與定居時代
第一個常住在冰島的人通常被認為是一個名叫殷格·亞納遜的挪威酋長。他在874年左右與家人定居，在一個名為“煙霧之灣”的地方，也就是現在冰島首都–雷克雅維克。在殷格·亞納遜之後，其他的挪威人也帶著家人、牲畜、奴隸和財產，穿過北大西洋逃離了挪威第一個國王哈拉爾一世的統治。這些人主要是挪威人、愛爾蘭人和蘇格蘭的蓋爾人。根據冰島傳奇，愛爾蘭人和蘇格蘭蓋爾人是挪威人的奴隸、侍從，或是移民並居住在蘇格蘭、愛爾蘭的斯堪地那維亞人與使用蓋爾語的人的後代。
遺傳證據顯示約62％的冰島母體遺傳的基因庫來自愛爾蘭和蘇格蘭，遠高於其他斯堪的納維亞國家，而37％來自北歐。 約20-25％的冰島父系基因庫是蓋爾族的，其餘是北歐的。冰島的移民與定居的時代被認為從874年持續到930年，在這段時間內冰島議會以成立於辛格韦德利。

### 困難與衝突
在930年，冰島議會在辛格韋德利創立，但是缺乏執行法律的權力。在1262年，酋長之間的鬥爭導致冰島分裂，最後在挪威國王哈康四世的調解下解決紛爭，在1264年，冰島首領和挪威簽署了舊約，接受挪威的統治，這也意味著冰島內戰的結束和冰島自由邦解體。
挪威統治冰島到1380年挪威皇室滅亡，冰島和挪威都受到丹麥皇室的控制。隨著丹麥引進君主制，冰島人放棄自主權，包括發起和同意立法的權利。這意味著冰島的失去了獨立權，這導致近三十年的衰退：也許很大程度上是因為丹麥不認為冰島是一個殖民地因而沒有給予其支持和協助。特別是丹麥沒有協助冰島防禦，導致海盜不斷的襲擊、掠奪冰島。
與挪威不同，丹麥不需要冰島的魚和羊毛。這造成了冰島貿易上很大的赤字，因此沒有建造新的船隻。1602年，在丹麥政府禁止冰島與其他國家貿易。18世紀，冰島的氣候環境達到了定居移民以來的最低點：1783-84年，南部的拉基火山爆發，產生約15立方公里的玄武岩岩漿。 氣懸膠體造成了北半球產生冷卻效應。這災難造成冰島大約25-33％的人口在1783年和1784年的飢荒中死亡。約80％的綿羊，50％的牛和50％的馬死於氟中毒 這場災難被稱為“迷霧困境”（冰島語：Móðuharðindin）。
1798-99年，冰島議會停止運作，直到1844年被恢復並移到首都雷克雅維克。

### 獨立與興盛

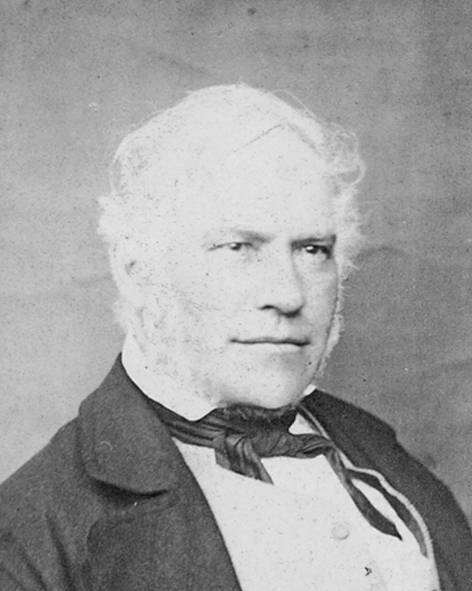
喬恩·西古德松

19世紀冰島的形勢大大改善。抗議運動由身為政治家、歷史學家和冰島文學權威的喬恩·西古德松領導。受到來自歐洲大陸的浪漫主義和民族主義潮流的啟發，喬恩．西古德松通過政治期刊和自我出版物強烈抗議為了“恢復民族意識”和政治、社會變革，以加快冰島的發展。
1854年，丹麥政府放寬了1602年實施的貿易禁令，冰島逐漸開始在經濟和社會上重新回到西歐體系。隨著與其他國家的接觸增加，冰島的藝術，特別是其文學再次被喚醒，1874年，冰島獲得憲法。如今冰島人認為喬恩．西古德松的努力對經濟和社會的復甦有很大的貢獻。

冰島在1918年第一次世界大戰後獲得了近乎完全的獨立，並且只保留了形式上與丹麥皇室關係。1944年6月17日獲得了完全的獨立，也就是喬恩．西古德松的133歲生日。經過全民投票，冰島在丹麥近六個世紀的統治之後，脫離了和丹麥的關係並宣稱獨立。

## 社會、家庭與婚姻

### 社會制度、組織
剛開始移民至冰島的人們，並無所謂的君主制度，他们所建立的制度更像是酋長制–每个定居點中有自己的領袖，而當地居民會被劃分成不同階級，定居點之間會互相貿易或戰爭。直到930年，掌有統治權的酋長成立了冰島議會，每年夏天召開會議，修正法律、解決爭議和任命陪審團來判斷訴訟。當時的法律不是以紙本記載，是由法律演講人（Lawspeaker）記憶。此外，當時的會議並沒有強制力，法律主要是由人民去執行。 

### 家庭組織
家庭是控制農莊財產的農民的代名詞。 家庭的組織和規模從小型核心家庭到具有附屬勞動力的擴大和分層的群體各不相同。當時，所有冰島人在法律上都被要求屬於一個家庭。

### 婚姻
在過去結婚需要一棟或部分的農舍，所以能結婚的人通常具有一定的財富能力，基於這些限制，婚姻只限於少數的人，且婚外情和非婚生子女是很常見的。婚姻是家庭之間的結合，它包含嫁妝和聘金的交換，嫁妝和聘金都有助於新家的形成，但實際上，這些嫁妝和聘金屬於新娘和其家族的財產，在離婚的情況下嫁妝和聘金歸新娘家所有，婚後居住的地方不一定是從夫或是從妻，也有可能另外建立一個家庭。

### 遺產繼承
婚生子女才擁有遺產的繼承權，非婚生的後代不能合法繼承。 男性後代享有家庭財產的優先權利，但女性在沒有男性的競爭性情況下可以繼承財產。

### 婚宴
傳統冰島婚宴的長短取決於各家庭的財富和地位，有時能持續幾天，婚宴具有交易及社交的重要功能。

## 產業與生活

### 生活
農場和家庭大部分是自給自足的，經濟以是農牧業為主。 起初冰島人帶著牛、羊、馬和豬建置農莊。牧群是以游牧的方式飼養，在夏季，牧群被帶入山區，而此時鄉村種植乾草，或是收集來自農田周圍草地和濕地的乾草，這些乾草能支持牲畜度過冬季。穀物並非冰島的重要作物，它的種植在後來完全消失了。海洋生物（例如鱈魚）在距離海洋遙遠的內陸的家庭出土物中被發掘，證據顯示其發生的原因可能為物資的交換或高度的工人流動。食物採集包含雞蛋、漿果和苔蘚。

#### 傳統飲食

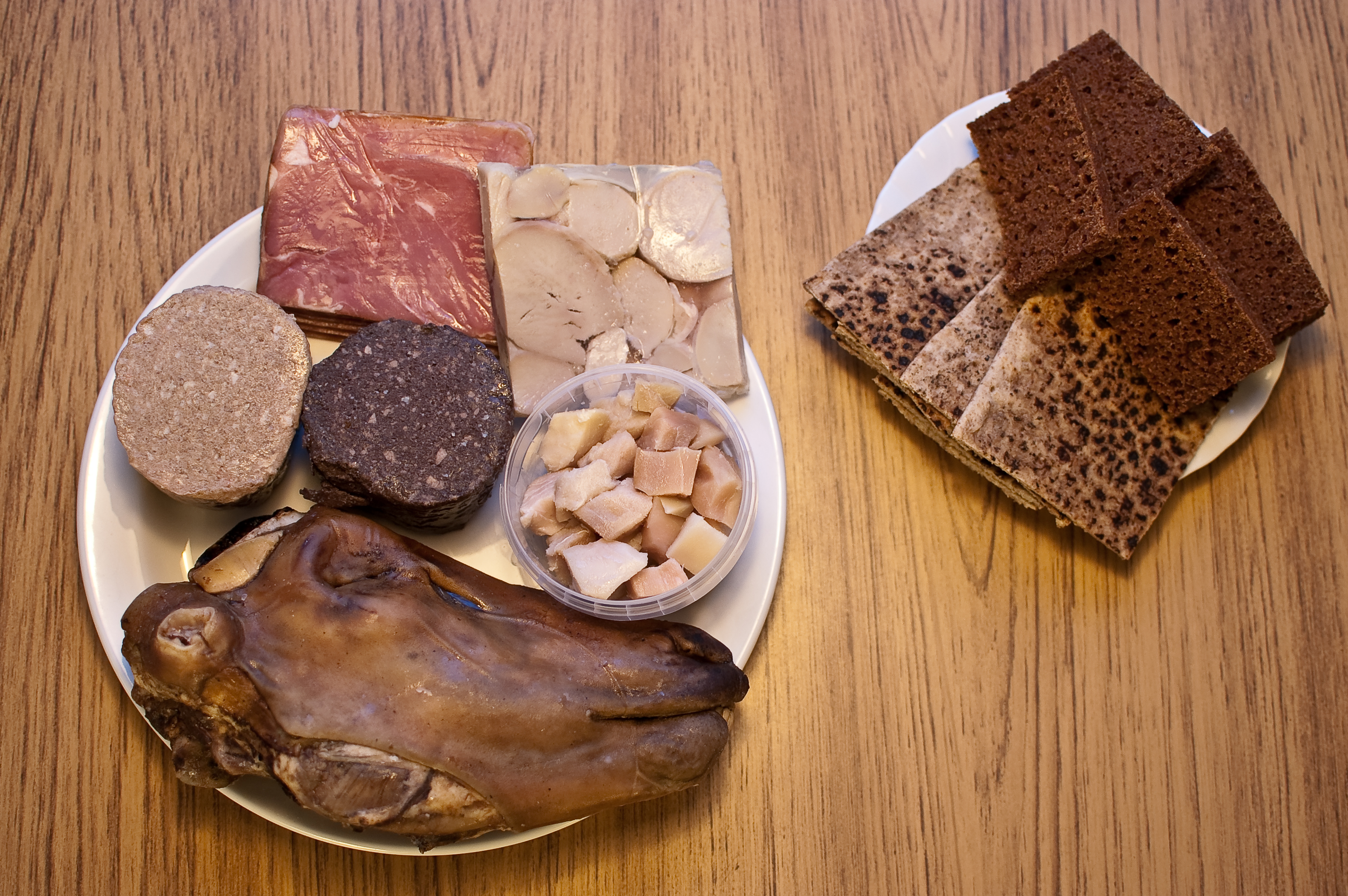
冰岛臭食

冰島有許多傳統美食。在冰島有一種傳統餐稱為冰岛臭食。冬季的第一個月在古老北歐時期稱為þorri，人們會吃冰岛臭食，主要的意義在於向舊文化致敬。冰岛臭食由許多不同類型的食物組成，這些大多是由內臟製成的菜餚，例如：煮羊頭、醃製羊睪丸、肝臟製成的香腸、鱈魚乾、黑布丁和肝腸。
冰島大部分菜餚都跟魚有關，傳統菜餚包括冰島發酵鯊魚肉、醃製鮭魚（以鹽和蒔蘿醃製的鮭魚）、hangikjöt（煙燻羊肉）、hrútspungar（醃製羊睪丸）以及slátur（羊內臟製成的香腸）等等。
在飲品的部分，冰島有一種受歡迎的食物叫做skyr（冰島傳統的優格），由脫脂牛奶製成，在夏天，人們會將它搭配覆盆子作為甜點享用。Brennivin是一種由馬鈴薯和香菜製成的冰島酒。咖啡作為飲料受到青睞，人們會在下午休息時間享用，在冰島語中稱為kaffi。

#### 服飾

##### 女裝
女性的民族服飾有五種不同類型的。其中兩個，冰島語稱為kyrtill和skautbúningur，是18世紀特別為典禮設計的服裝，而其他類型則是舊時冰島女性的日常服飾。Faldbúningur（有下擺的服裝）由五顏六色的材料製成，裝飾精美，配有金色刺繡和銀色皮帶等，出現於大約17世紀一直到19世紀，在1850年幾乎完全消失。
Peysuföt大致與faldbúningur相同，但在形式上更簡單、更少裝飾。Peysuföt是羊毛製的較深色的衣服，通常由斜紋裙子和精美針織羊毛紗線的外套組成，黑色尾帽由天鵝絨製成。據說這種衣服是因婦女尋求比faldbúningur更簡單的工作服而設計的。所以他們開始把某些男裝的衣服裝入她們的衣服裡。
在20世紀，peysuföt仍然有人在穿但做了一些修改。Upphlutur，一種穿在襯衫外的背心，原來是faldbúningur內衣的一部分，後來upphlutur從內衣演變成一個種服裝，它的特徵是其色彩鮮明的上半部和尾巴

##### 男裝
關於男性服飾的資料不多，僅有少數過去男裝被保存下來。人們可以找到男性Þjóðbúning三個非常不同的版本，典型的þjóðbúningur karla是由冰島男性傳統日常穿著的直接演變成的。Þjóðbúningur karla（大概翻譯為「男性的服裝」）主要出現於17世紀到19世紀。它通常由海軍藍色、黑色或棕色的羅登布製成，並配有羊毛褲或長褲。在19世紀中期，當時傳統的þjóðbúning不再流行時，許多冰島的男性改穿著歐洲大陸的服飾。

### 商業活動
沒有正式的市場，大多數交易，如租金，都是以實物支付。 定期的集議為貿易商和專業生產者提供了場地。儘管貨幣交換極為罕見，但冰島人依然保持一套基於銀盎司標準的複雜等價體系，其中包含大多數可交換商品。

### 工業技藝
冰島早期能用製造、生產的資源有限。 在冰島無法取得適用於陶瓷生產的粘土。 木工和木工是建築必不可少的，許多家居用品是由漂流木製成的。沼鐵礦用於大多數金屬加工，需要生產木炭用來冶煉和加工。 紡織和編織羊毛是一個非常普遍的家庭工業。 皮革是生產服裝和家居用品的另一重要材料。 麥酒在當地生產，原料為進口穀物。鹽是以燒海帶和海藻的方式而生成。

### 貿易
早期的冰島人與歐洲保持商業貿易，從斯堪地那維亞、英國、挪威奧克尼和荷蘭獲得貨物。然而，大多數貿易都是挪威，挪威商品和挪威商人獲得的外國貨物。資源有限，特別是原料，這使冰島高度依賴進口商品。即使在冰島的糧食生產下降和停止之前，冰島的穀物生產量也不無法滿足內部的需求。
許多高品質的鐵製品，如武器和盔甲，不能從當地來源生產，並且以成品的形式進口。其他金屬 ，例如： 黃銅，錫，鉛，金，銀和青銅，以及滑石和製作磨刀石的石頭，在當地都無法取得，以及用於製作磨石的器具和石頭的滑石。冰島能出口的資源和貨物數量非常有限。
手工製的羊毛布是主要出口商品，是當地交換的共同標準。硫磺是一種有珍貴的商品。獵鷹和各種動物皮–綿羊、狐狸和貓非常受消費者歡迎。魚，冰島經濟目前的支柱在早期並不是冰島重要的出口項目。

## 信仰與習俗

### 北歐神話
主條目:北歐神話
冰島人最初的信仰為北歐神祇，後來因基督教的傳入使北歐信仰沒落，現代民間宗教組織Asatruarfelagid想呈現、保存冰島多元化的宗教歷史文化，修建一座北歐諸神的神廟於2016年完工。

### 基督教
十世紀，來自挪威政治的壓力使當地的信仰轉變為基督教。隨著西元1000年的結束，許多的冰島人接受了新的信仰，與多數西歐國家不同的是，冰島宗教改變的過程中，並沒有戰爭發生，冰島的酋長陸續接受洗禮，透過議會將基督教定為國教，但於此同時原有的信仰是被允許的。

### 精靈傳說
從過去到現在，冰島人相信在人們生活的空間中有精靈的存在，精靈的形象經常被描述成居住於山洞中類似於人類的生物，身長大約三十公分到三公尺左右，比人類更早居住於冰島，至少有十三個族群。 
對於小精靈傳說的產生有不同的說法，利茲大學（University of Leeds）研究冰島中世紀信仰的專家霍爾（Alaric Hall）認為最初抵達冰島的人們不願成為冰島的原住民，因此而創造了精靈傳說；英國奇切斯特大學（University of Chichester）民間傳說與民俗學客座教授辛普森（Jacqueline Simpson）的說法是17、18世紀的冰島人過著與世隔絕且極為困苦的生活，所以想像精靈們過著富裕奢華的生活，藉此為生活增添樂趣；冰島國家博物館人類學部門前負責人布瓊森（Árni Björnsson）認為精靈代表著自然環境，是一種原始的環境保護主義，也顯示出過去的冰島人相信萬物皆有靈。

### 姓氏
冰島人沒有姓氏，男生是以父親的名字後加上森（sson，兒子的意思），女生是以父親的名字後加上德爾提（dóttir，女兒的意思），以此取代姓氏和其他家族區分。

### 生活中的習俗
迷信在冰島人生活中很常見，像是搬進新房後，先把麵包和鹽放在一起，這樣家中才不會缺少食物。不能讓人送你一把刀，刀一定要買，即使只是1克朗，否則可能會傷害你與送禮者的關係，帶來不好的運氣。

### 節日

#### 奶油泡芙日

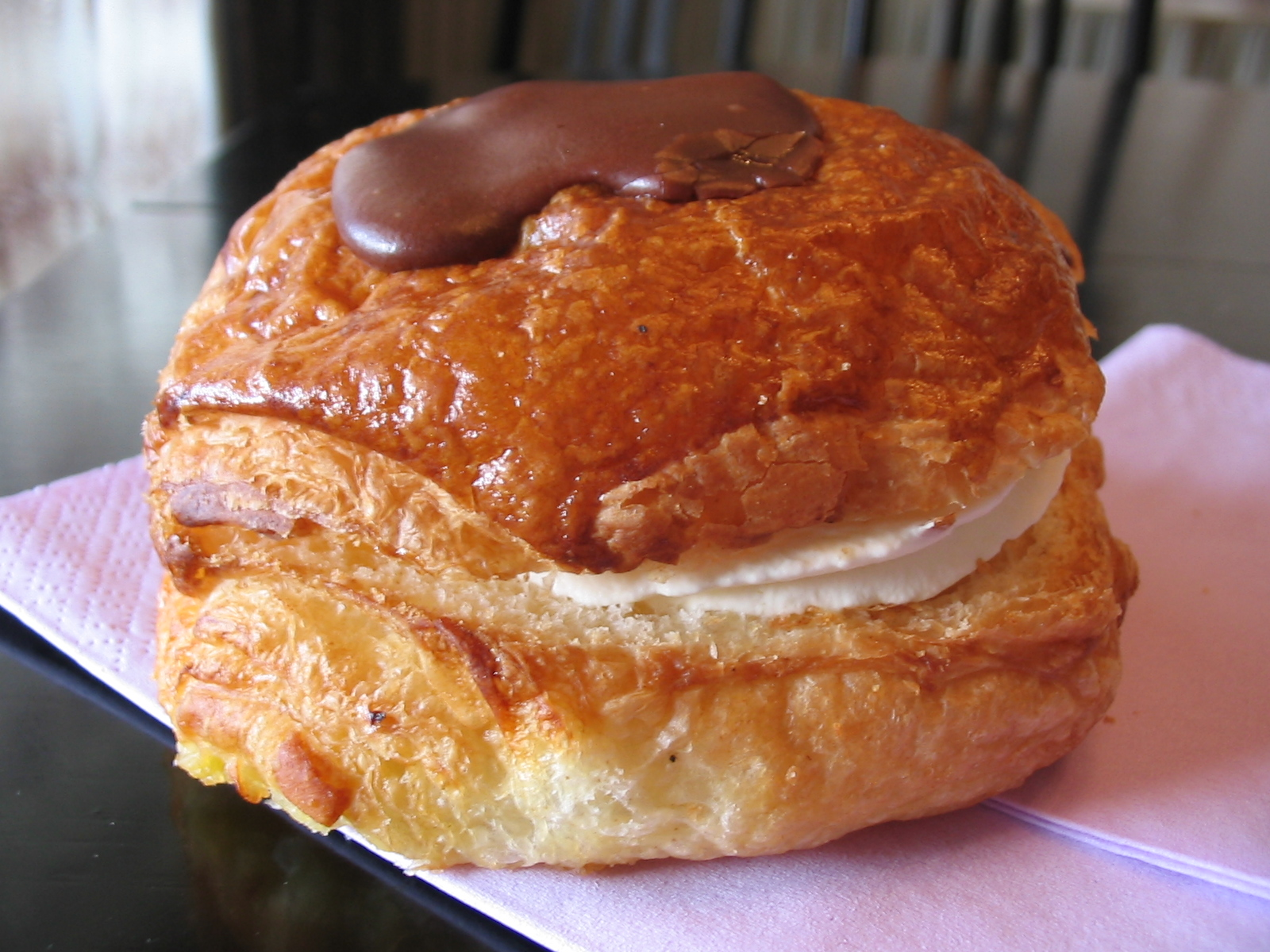
奶油泡芙日所吃的甜點

奶油泡芙日是基督教的傳統，源自於十九世紀的丹麥，在復活節的前七個禮拜的周一，在這一天有一項傳統，就是孩子們製作紙棍然後打父母親或其他成人的屁股，藉此孩子們會得到奶油巧克力麵包。

#### Sprengidagur（懺悔星期二）
這一個節日更白的翻譯是吃到你肚子脹破日，它是跟隨在奶油泡芙日之後的節日，在這一天人們會吃醃肉及碗豆。

#### Öskudagur（聖灰星期三）
這個節日主要由冰島的兒童慶祝。傳統上孩子們將灰燼收集到小袋子中，並將袋子固定在無辜的路人身上，這一天孩子們會穿上特殊服裝慶祝，在商店里唱歌換取糖果和禮物，有點類似於萬聖節慶祝活動。

## 文學與藝術

### 文學

#### 中世紀
當初挪威人移民至冰島時，將神話與英雄傳說也一併帶入冰島，透過口傳的方式傳給下一代，直到了十二世紀才使用拉丁文字記載。

##### 艾達（Edda）
冰島中世紀的詩集艾達（Edda）有新舊之分，舊艾達收錄了敘事詩，寫於9～13世紀；新艾達以散文為主，是詩人斯圖爾松對老艾達的解釋。《艾達》總共收錄了神話詩、英雄史詩，總共35首。

##### 薩迦（Saga）

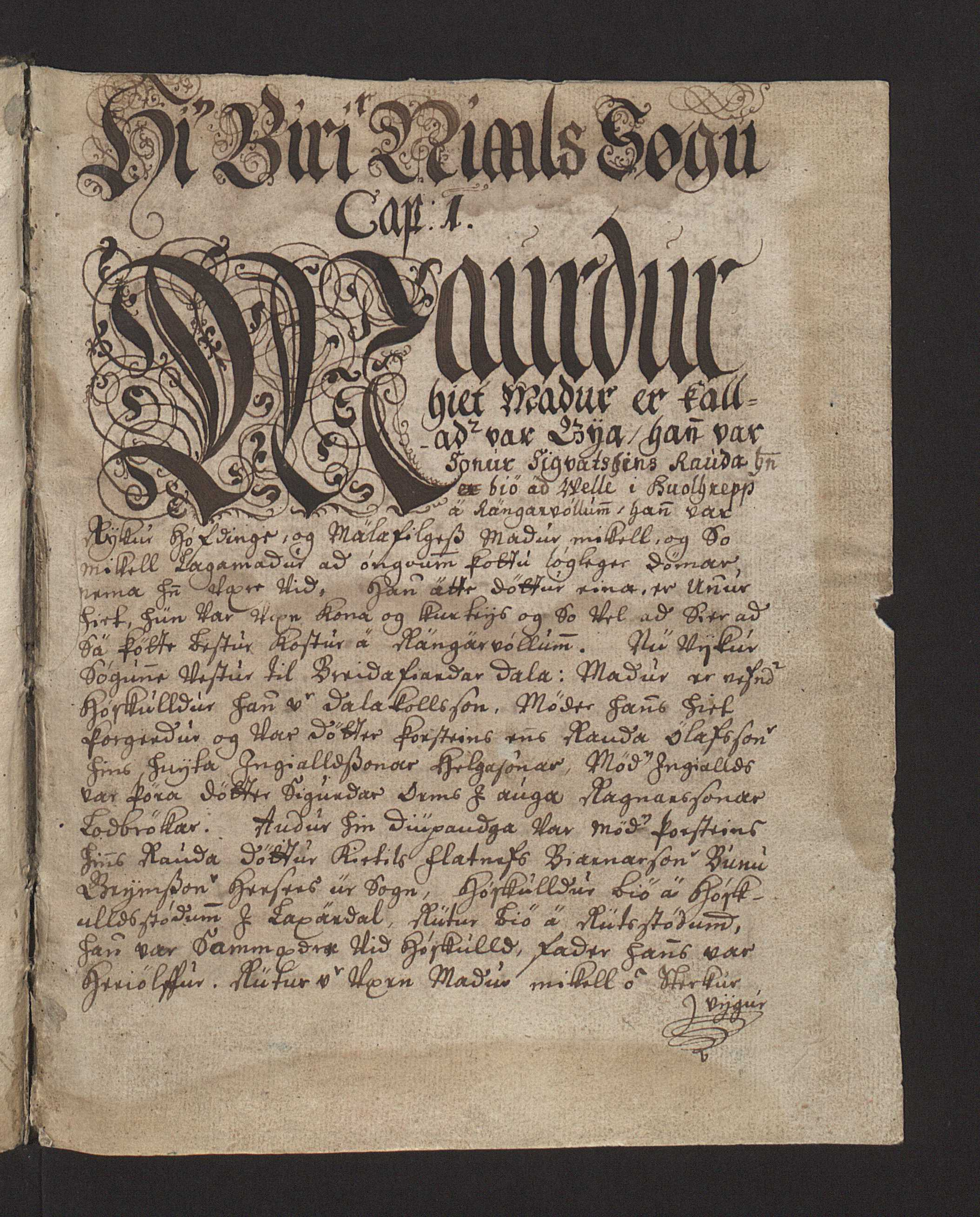
薩迦

薩迦的意思為話語，其文體為散文，內容是在描寫9～11世紀的史實，於12～14寫成，保存了許多神話、史傳、名門望族的事跡，多是關於部族血仇、愛情悲劇、貴族生活、善惡鬥爭。

#### 中世紀末期與近代
十四世紀，冰島被丹麥統治失去政治的獨立性，在經濟、文化等方面皆因此逐漸衰退，但在同一時期的敘事詩里謬爾的發展則頗為興盛。

#### 十九世紀
因浪漫主義興起，冰島傳統文學薩加也跟著復興，而在當時民族獨立成為一種重要的寫作題材。這一時期的代表的作家有：被譽為冰島小說之父的J. 特歐羅德生、J. 哈爾格利姆森以及偏保守主義的小說家G. 夫利尤恩森。

#### 二十世紀
二十世紀初時，有的文學家為了爭取更多的讀者，以丹麥語或挪威語作為書寫工具，前者有劇作家J. 米紐尤恩、小說家G. 古納爾森等等，後者有小說家G. 哈格陵、詩人T. 古穆恩森等等。而K. 拉哈斯尼斯則是冰島現代文學的代表作家，曾於1955年獲得諾貝爾文學獎。

### 美術

#### 中世紀
現在所能看到未受基督教影響的遺跡，皆來自維京人墳墓中的金屬製品。當時冰島沒有都市，因此沒有出現像中世紀歐洲城市的大規模建築，也沒有巨型石材雕刻。在教堂經常會有壁畫，通常繪畫內容為聖人或是聖經。

#### 西元1550年～1850年
精緻藝術的品質與數量均直線下降，而被保存的較多的是當時的民間工藝品，例如：編織物、鏤刻、木雕等等。

#### 近代
最重要的冰島畫家是冰島國立美術館的創辦人–S. 紐茲繆德森，其與風景畫畫家T. 梭拉克森、A. 尤溫森皆受印象派的影響；J. 雅爾巴爾和雕刻家E. 尤溫森等人的作品則是偏向於象徵主義。在建築方面，偏向新古典主義式並且具有機能性的建築物，大多位於首都雷克雅維克。

### 音樂
冰島傳統音樂具有強烈的宗教性。哈格林爾·彼圖爾森在17世紀寫了許多新教讚美詩，這些音樂在19世紀被改編的較現代化。但在民謠的部分很多不是關於宗教，內容包括精靈和其他隱藏的生物，例如Ólafur Liljurós是一個古老的冰島民歌，內容敘述的是Ólafur騎著馬要去拜訪他的母親，但有女精靈跑來勾引他，而最後Ólafur死了。
冰島民謠於1906年到1909年由Bjarni Þorsteinsson收集了多首歌曲，其中很多的都是由傳統樂器像是弦樂器及小提琴等演奏。冰島最著名的民謠稱為Rímur，是一種敘述史詩的聲樂詩，具有固定的全音階旋律，且會押韻是冰島重要傳統。Rímur的史詩故事，通常是清唱，且會運用複雜的隱喻、韻律和形式，Rímur可以追溯回維京時代。一些最著名的Rímur是來自18到20世紀初，由像Hannes Bjarnason（1776年至1838年），Jón Sigurðsson（1853年至1922年）和Sigurður Breiðfjörð（1798年至1846年）等詩人寫成。曾經有很長一段時間Rímur被教會禁止。在現代，有一個叫做Iðunn組織形成，於1929年開始振興傳統民謠。

## 現況
冰島人雖然使用的語言是冰島語，但基本上所有的冰島人都會說英語。基督教傳入後，多數人改信基督教，現代依然如此，但冰島有試圖再復興北歐神神話的信仰並興建北歐神廟。除了過去的傳統節日外，現代的冰島也衍生出各種豐富的活動，例如：韦斯特曼岛露营节、冰岛电波音乐节、雷克雅未克同志大游行等等。